# 德伦环烷
德伦环烷（INN：deramciclane，开发代号EGIS-3886）是一种含氮有机化合物，分子式C20H31NO，属于非苯二氮䓬类的抗焦慮藥，可作为焦虑症药物。